# Kinobetreiber
Kinobetreiber sorgen für die technischen und organisatorischen Voraussetzungen einer Filmvorführung im Kino.

## Definition
Es gibt gewerbliche Kinobetreiber und solche, die im nichtgewerblichen Bereich tätig sind. Zumeist handelt es sich bei den betriebenen Kinos um ortsfeste Einrichtungen mit ganzjährigem Spielbetrieb. Der Begriff kann sich aber auch auf den Betreiber eines Wanderkinos oder eines saisonalen Freilichtkinos beziehen. Der Betreiber ist nicht unbedingt eine natürliche Person, auch Kinoketten (Multiplex-Kinos), Vereine oder andere Träger können als juristische Person ein Kino betreiben. Oft wird der Betreiber ergänzt durch lokale Geschäftsführer, die die Organisation vor Ort durchführen.

## Aufgaben
Der Kinobetreiber ist verantwortlich für die Bereitstellung geeigneter Räume, für eine angemessene technische Ausstattung, für den Ablauf der Veranstaltungen und für das Programm, wozu inhaltliche (Programmgestaltung) und logistische (Filmbestellung und Abrechnung, Versand) Arbeit gehört sowie die Öffentlichkeitsarbeit. Eine kaufmännische Fachausbildung ist dabei hilfreich, aber nicht obligatorisch. Viele dieser Aufgaben (Kasse, Einlass, Vorführung, aber auch Filmbestellung und Abrechnung an den Filmverleih sowie Pressearbeit und Werbung) können vom Betreiber an Angestellte delegiert werden.

## Deutsche Multiplex-Kino-Ketten
Die größten deutschen Multiplex-Kino-Betreiber sind:
| Kino-Kette                   | Zahl der Kinos | Gesamtzahl Leinwände | Gesamtzahl Sitzplätze |
| ---------------------------- | -------------- | -------------------- | --------------------- |
| Cinestar                     | 67             | 485                  | 110.311               |
| Cineplex                     | 85             | 471                  | 86.504                |
| Cinemaxx                     | 33             | 285                  | ca. 73.000            |
| United Cinemas International | 23             | 203                  | 50.024                |
| Kinopolis                    | 16             | 130                  | ca. 28.300            |

In ganz Deutschland gibt es 1.630 Kinos mit insgesamt 4.637 Leinwänden und 782.742 Sitzplätzen. Damit betreiben die größten fünf Kinobetreiber nur rund ein Siebtel aller Kinos, aber rund ein Drittel aller Leinwände und fast die Hälfte aller Sitzplätze.